# Partit Liberal Democràtic d'Alemanya
El Partit Liberal Democràtic d'Alemanya (oficialment en alemany: Liberal-Demokratische Partei Deutschlands, LDPD) fou un partit polític de la República Democràtica Alemanya. Va ser membre del Front Nacional, gràcies al qual enviava 52 representants a la Cambra del Poble.
Fundat l'any 1945, va ser un intent de donar continuïtat al Partit Democràtic Alemany de la República de Weimar, sota un prisma liberal. També va agrupar antics membres del Partit Popular Alemany i del Partit Nacional-Popular Alemany. Va ser inicialment favorable a la propietat privada i oposat a les col·lectivitzacions. Tanmateix, sota la pressió del govern militar soviètic, va destituir el seu líder, Waldemar Koch, nomenant al seu lloc a Wilhelm Külz el novembre de 1945. Sota la direcció d'aquest últim, es va integrar en el Front Nacional i va renunciar a la seva línia política anterior. Manfred Gerlach va ser el seu líder des de 1967 fins a la seva renúncia el 1990.
L'any 1990, en un congrés extraordinari, va retornar als seus principis fundacionals, integrant-se en l'Associació de Demòcrates Lliures (BFD), al costat d'altres partits liberals. Aquesta coalició va obtenir un 5,3% dels vots i 21 representants en les eleccions de març del mateix any. L'agost es va fusionar amb el Partit Democràtic Lliure (FDP) d'Alemanya occidental, deixant d'existir com a tal.